# بلبل (فیلم ۲۰۱۸)
بلبل (انگلیسی: The Nightingale) یک فیلم درام استرالیایی به کارگردانی جنیفر کنت است که در سال ۲۰۱۸ منتشر شد. این فیلم نامزد بهترین فیلم جشنواره ونیز در سال ۲۰۱۹ شد.
این فیلم به دلیل به تصویر کشیدن محتویات خشن (تجاوز، قتل و کشتار) انتقادات زیادی نیز به همراه داشت.

## خلاصه داستان
در سال ۱۸۲۵، زمان استعمار استرالیا توسط امپراتوری بریتانیا و آغاز قتل‌عام بومیان تاسمانی، یک ستوان ارتش بریتانیا برای گرفتن ارتقا، ناچار می‌شود مسیری کوتاه اما خطرناک (جنگلی) را انتخاب کند. در میانهٔ راه، او به همراه دو سرباز به زنی ایرلندی (کلیر) وحشیانه تجاوز کرده و شوهرش را به همراه کودک نوزادش می‌کشند. کلیر بعد از این اتفاق به دنبال آنها می‌رود که انتقام بگیرد اما …